# サニー・ディンサ
- アカム
- エイカム

サニー・ディンサ（Sunny Dhinsa、1993年5月20日 - ）は、カナダのプロレスラー。ブリティッシュコロンビア州アボッツフォード出身。

## 来歴

### レスリング時代
幼少時代より父であるブータ・ディンサのコーチを受けてレスリングに打ち込む。2008年7月11日、エルサルバドル・サンサルバドルにて行われたパンアメリカン選手権にてカデット部門フリースタイル100kg級で優勝を果たす。
2010年7月23日、ハンガリー・ブダペストにて行われた世界ジュニア選手権にてフリースタイル120kg級で14位という結果に終わる。また、この大会では後に新日本プロレスに所属する岡倫之が出場していた。
2011年7月30日、ルーマニア・ブカレストにて行われた世界ジュニア選手権にてフリースタイル120kg級で11位という結果に終わる。8月6日、オーストラリア・メルボルンにて行われたコモンウェルス選手権にてグレコローマン120kg級で3位、フリースタイル120kg級で優勝と活躍。
2012年、ブリティッシュコロンビア州バーナビーに所在するサイモンフレーザー大学にてロースター入り。3月23日、フロリダ州キシミーにて行われたオリンピック選考会に出場。グレコローマン120kg級で5位という結果に終わる。
2013年9月6日、フランス・ニースにて行われたJeux de la Francophonieにてフリースタイル120kg級で優勝と活躍。11月29日、フランス・ニースにて行われたHenri Deglane Challengeにてフリースタイル120kg級で優勝。

### WWE

#### NXT
2014年10月、アメリカのメジャープロレス団体であるWWEとディベロップメント契約を交わし入団。トレーニング施設であるWWEパフォーマンスセンターにてプロレスの基礎を学ぶ。
2015年4月4日、傘下団体であるNXTのNXT Liveにてバトルロイヤルでプロレスラーデビューを果たす。10月29日、WWEの傘下団体であるNXTのNXT Liveにてギジム・セルマーニ、ラブプリート・サンガと共に登場し、セグメントを行った。11月7日、NXT Liveにてエンツォ・アモーレと対戦するが敗戦。
2016年2月、ギジム・セルマーニとオーサーズ・オブ・ペイン（The Authors of Pain）なるタッグチームを結成。同月12日、NXT Liveにてセルマーニと組んでハイプ・ブロス（ザック・ライダー & モジョ・ローリー）と対戦するが敗戦。
6月8日、NXT Takeover The Endにてザ・リバイバル（ダッシュ・ワイルダー & スコット・ドーソン） vs アメリカン・アルファ（チャド・ゲイブル & ジェイソン・ジョーダン）のNXTタッグ王座戦の試合後、敗戦したアメリカン・アルファに対してセルマーニと共に乱入して襲撃。バックステージよりポール・エラリングが現れると観客からの "Who are you?" チャントが起こる中で3人で悠然と並び立ちアピールして見せた。8月24日、NXTにてリングネームをアカム（Akam）に変更。TM61（シェイン・ソーン & ニック・ミラー）と対戦。最後にラスト・チャプターを決めて勝利した。10月5日、NXTにて開始したダスティ・ローデス・タッグトーナメント・クラシックに出場。順当に勝ち進み、11月19日、Takeover Torontoにて決勝でTM61と対戦。エラリングが介入しないようにケージボックスに入れられ空中へと吊らされ試合を開始すると場外での攻防へと展開。TM61の合体技に苦しむが最後にシェイン・ソーンにスパイン・バスターからラスト・チャプターを決めて勝利。優勝を飾った。
2017年1月28日、Takeover San AntonioにてNXT王座を保持する#DIY（ジョニー・ガルガノ & トマソ・チャンパ）に挑戦。関節技と合体技を駆使する#DIYに苦戦し、終盤には自身はチャンパのアームバー、レーザーはガルガノのガルガノ・エスケープを極められ窮地に陥るが、レーザーがガルガノを無理やり持ち上げるとチャンパに落とし難を逃れる。最後にチャンパにラスト・チャプターを決めて勝利。ベルトを奪取した。

#### WWE
2018年4月9日、WWE・RAWにてオーサーズ・オブ・ペインとして昇格。スレイター & ライノ（ヒース・スレイター & ライノ）と対戦。試合開始直後にスレイターを攻めると最後にラスト・チャプターを決めて秒殺勝利。試合後、共に引き上げようとしたエラリングを制止すると二人で勝ち名乗りを上げた。11月5日、RAWにてWWE・ロウ・タッグ王者であるセス・ロリンズがパートナーであるディーン・アンブローズとタッグを解消した事になり、代理GMであるバロン・コービンよりハンディキャップマッチでの王座戦の相手として指名を受け挑戦。抗うロリンズに対して終盤にレーザーがパワーボムを決めると最後に合体式となるネックブリーカーとシットアウト・パワーボムへと繋げて勝利。ベルトを奪取した。
2024年4月、レッスルマニア40ではカリオン・クロス、レイザーと組み、ボビー・ラシュリー、アンジェロ・ドーキンス、モンテス・フォードらと対戦するも、敗れている。

## 得意技
パワーボム
ターンバックル・パワーボム
コーナーのターンバックル目掛けて投げっぱなし式パワーボムを見舞う。
ベリー・トゥ・ベリー・スープレックス
パンプハンドル・デスバレードライバー
ランニング・パワースラム
ターンバックル・デスバレーボム
相手を担ぎ上げた後、コーナー付近まで走り込みターンバックルに相手の背中を打ちつける。
ビックブーツ
DDT
ジャーマンスープレックス
カナディアン・バックブリーカー

### 合体技
ラスト・チャプター
レーザーとの合体技。自身がロシアン・レッグ・スウィープの体勢になると、レーザーが対角線上からロープの反動をつけてランニング・クローズラインを相手に決めると同時に後ろへ倒れこむ。
スーパー・コライダー
レーザーとの合体技。相手をパワーボムの体勢で担ぎ上げた状態から同様の体勢となったレーザーと相手タッグ両者の背中を打ちつけマットに叩きつける。
ネックブリーカー & シットダウン・パワーボム
レーザーとの合体技。自身がブレーンバスターの体勢で相手の体を抱え上げ、両足をレーザーの肩に着地させると同時に決める。

## 獲得タイトル
WWE
- WWE・ロウ・タッグ王座 : 1回

w / レーザー
- NXTタッグ王座 : 1回

w / レーザー
- ダスティ・ローデス・タッグクラシック : 2016年

w / レーザー